# Jef Van de Fackere

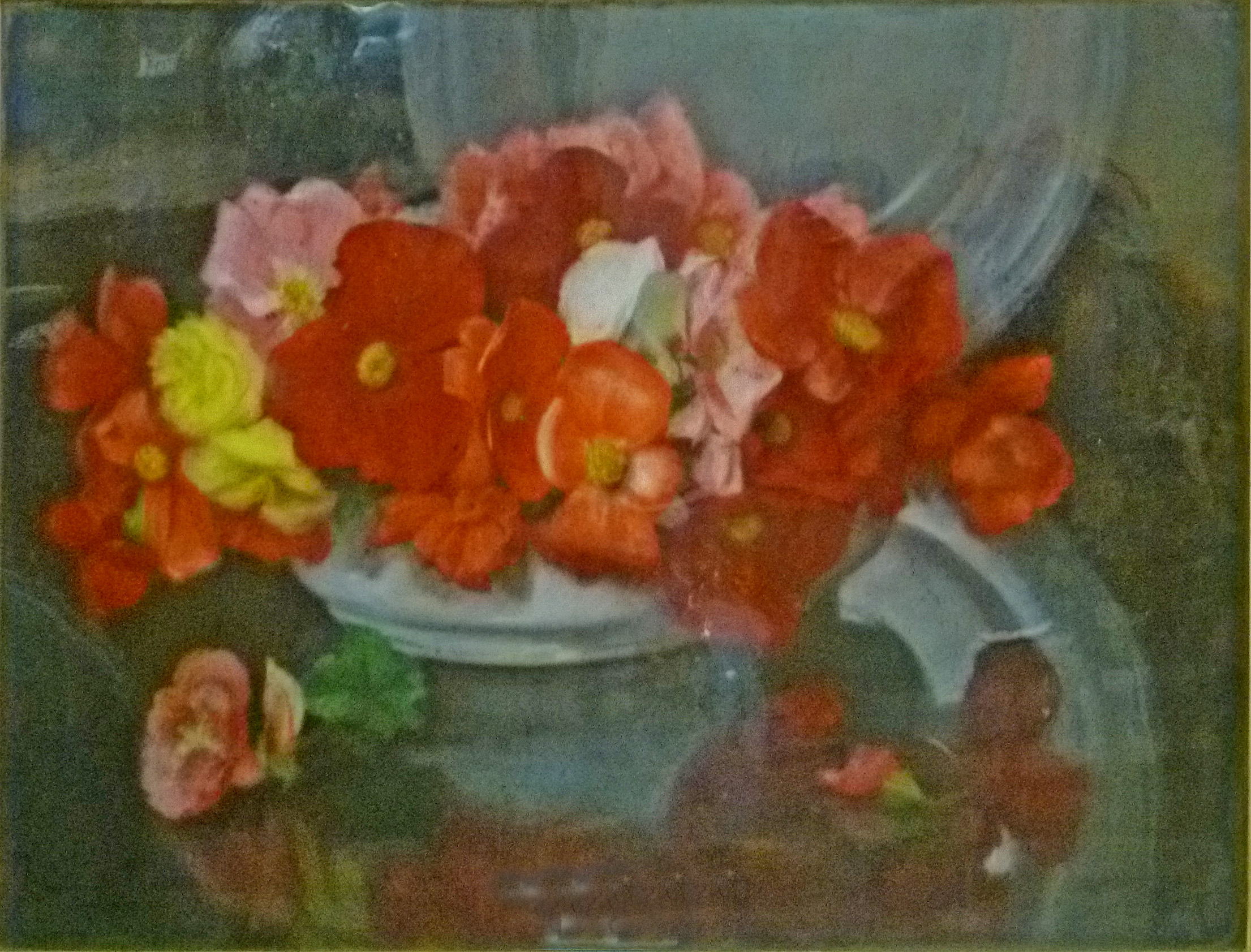
Begonia's (privébezit)

Joseph (Jef) Van de Fackere (Brugge, 30 oktober 1879 - aldaar, 13 oktober 1946) was een Belgisch kunstschilder.

## Levensloop
Hij was leerling aan de Academie van Brugge (bij Pierre Raoux en Edmond Van Hove). In 1904 werd hijzelf leraar "Tekenen en Schilderen voor juffrouwen" aan de Stedelijke Brugse Academie. Hij gaf ook privéles in zijn woning aan de Gulden-Vlieslaan in Brugge. Hij had later een schildersatelier in de Daverlostraat te Assebroek. In 1918 stichtte hij er het dagonderwijs voor meisjes.
Hij schilderde voornamelijk portretten, genrestukjes, figuren en bloemstillevens.

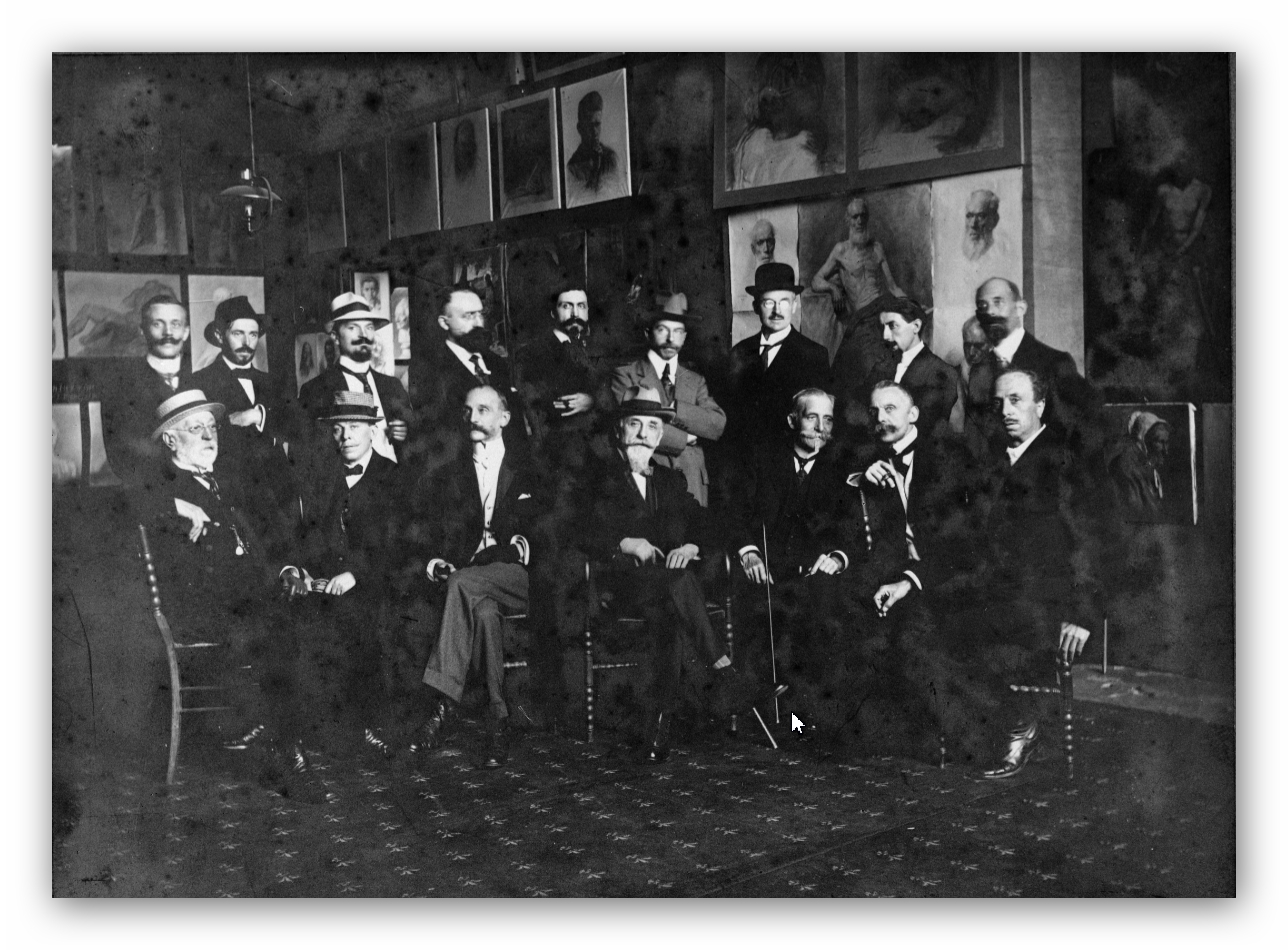
Directie en lerarenkorps van de Academie voor Schone Kunsten, Brugge (1918); Jef Van de Fackere is de vierde staand van rechts

Hij portretteerde onder andere Stijn Streuvels en Hugo Verriest en was veel gevraagd voor kinderportretten.
Hij was lid van de Cercle Artistique Brugeois, waarmee hij praktisch jaarlijks exposeerde tussen 1904 en 1926. Hij stelde ook diverse keren individueel tentoon, onder andere in de Galerie San Salvador.

## Musea

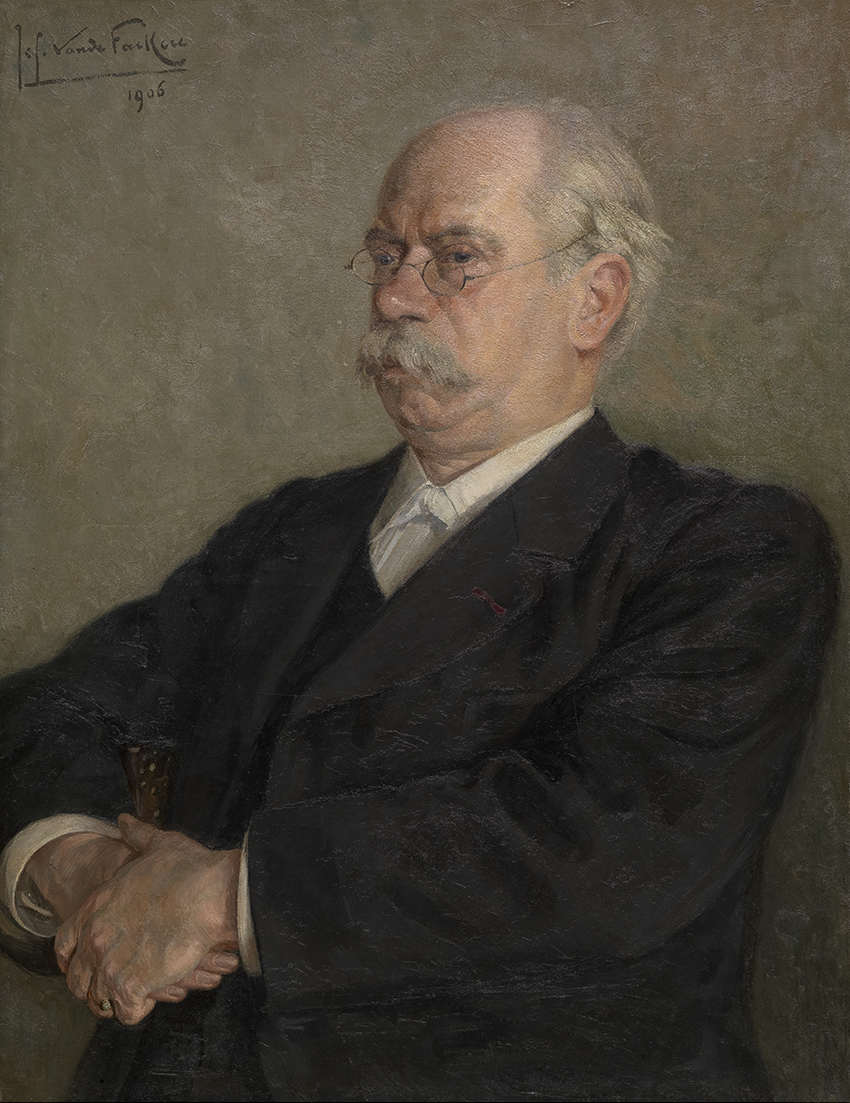
Portret van Julius Sabbe, 1906, door Jef Van de Fackere, collectie Groeningemuseum

Het merendeel van de werken van Van de Fackere bevinden zich in privébezit en komen regelmatig terecht op de kunstmarkt. Toch zijn er aantal te vinden in musea:
- Brugge, Groeningemuseum: "Portret van Julius Sabbe", "Portret van Louis Vanderborght", "Pioenrozen", "Het oude meubel".
- Oostende, Mu.ZEE: "Vrouw met mand", "Palingvisser" (beide in pastel).